# Список національних університетів Аргентини

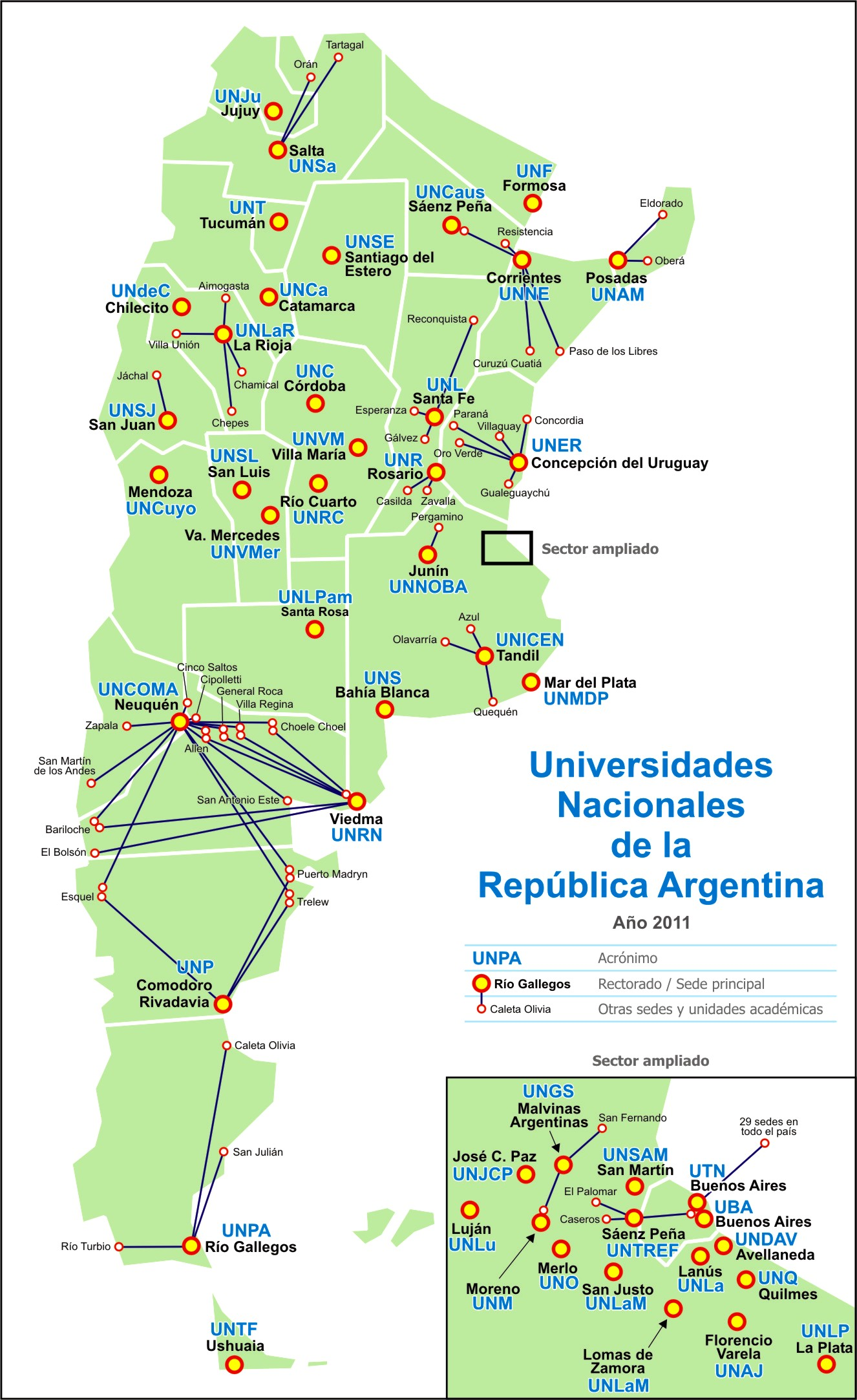
Мапа розташування університетів

В Аргентині діє 55 національних університетів, розташованих у різних містах країни.

## Історія
На початок ХХ ст. в Аргентині існувало 3 національні університети:
- Національний університет Кордови, заснований 1613 року
- Університет Буенос-Айреса, заснований 1821 року
- Національний університет Ла-Плати, заснований 1897 року

До 1970 року було створено ще 10 національних університетів. На початку 1970-х років було ухвалено так званий план Такіні, який передбачав реструктуризацію університетської освіти і створення ще 14 вишів. 2009 року законами № 26.542, 26.543, 26.544, 26.559, 26.575, 26.576 і 26.577 були утворені ще 7 нових університетів. З 2010 року у кожній провінції є принаймні один університет, який має осідок у ній. 2015 року загальне чило національних університетів досягло 55. 2022 року депутати прийняли план створення ще трьох нових університетів, але з приходом на пост президента Хав'єра Мілея від цих планів відмовилися через брак фінансування і побоювання щодо якості освіти у новостворених закладах. 2024 року було оголошено про поновлення процесу створення лише одного з запланованих вишів — Національного університету Ріо-Терсеро.

## Список
| Назва                                                                     | Зображення | Розташування                                               | Регіональні відділення | Офіційний сайт                                                      | Студентів | Дата заснування |
| ------------------------------------------------------------------------- | ---------- | ---------------------------------------------------------- | --- | ------------------------------------------------------------------- | --------- | --------------- |
| Університет Буенос-Айреса                                                 |            | Viamonte 430 Буенос-Айрес                                  | | www.uba.ar [Архівовано 12 липня 2011 у Wayback Machine.]            | 347 280   | 1821            |
| Національний університет імені Артуро Хаурече                             |            | San Martín 2002 Флоренсіо-Варела Буенос-Айрес              | | www.unaj.edu.ar [Архівовано 15 травня 2011 у Wayback Machine.]      | 30 599    | 2009            |
| Національний університет Авельянеди                                       |            | Ameghino 838 Авельянеда Буенос-Айрес                       | | www.undav.edu.ar [Архівовано 6 січня 2021 у Wayback Machine.]       | 20 150    | 2009            |
| Національний університет Катамарки                                        |            | Esquiú 612 Катамарка                                       | Белен Лос-Альтос | www.unca.edu.ar [Архівовано 5 грудня 2020 у Wayback Machine.]       | 15 919    | 2000            |
| Національний університет Чілесіто                                         |            | 9 de Julio 22 Чілесіто Ла-Ріоха                            | | www.undec.edu.ar [Архівовано 25 листопада 2020 у Wayback Machine.]  | 3385      | 2002            |
| Національний університет Кордови                                          |            | Haya de la Torre Pabellón Argentina Кордова                | | www.unc.edu.ar [Архівовано 10 травня 2012 у Wayback Machine.]       | 169 395   | 1613            |
| Національний університет Куйо                                             |            | Centro Universitario Мендоса                               | Лухан-де-Куйо Сан-Рафаель Барілоче | www.uncu.edu.ar [Архівовано 4 вересня 2015 у Wayback Machine.]      | 36 113    | 1939            |
| Національний університет Ентре-Ріоса                                      |            | Eva Perón 24 Консепсьйон-дель-Уругвай Ентре-Ріос           | Конкордія Гвалегвайчу Оро-Верде Парана Вільягвай | www.uner.edu.ar [Архівовано 2 грудня 2020 у Wayback Machine.]       | 22 646    | 1973            |
| Національний університет Формоси                                          |            | Gutnisky 3200 Формоса                                      | | www.unf.edu.ar [Архівовано 16 грудня 2006 у Wayback Machine.]       | 11 180    | 1988            |
| Національний університет імені генерала Сан-Мартіна                       |            | 25 de Mayo y Martín de Irigoyen Сан-Мартін Буенос-Айрес    | | www.unsam.edu.ar [Архівовано 10 січня 2021 у Wayback Machine.]      | 23 317    | 1992            |
| Національний університет імені генерала Сарм'єнто                         |            | Juan M. Gutiérrez 1150 Лос-Польворінес Буенос-Айрес        | Морено Сан-Фернандо | www.ungs.edu.ar [Архівовано 1 листопада 2020 у Wayback Machine.]    | 19 913    | 1993            |
| Національний університет імені Хосе Клементе Паса                         |            | Leandro N. Alem 4731 Хосе-Клементе-Пас Буенос-Айрес        | | www.unpaz.edu.ar                                                    | 25 426    | 2009            |
| Національний університет Жужуя                                            |            | Bolivia 1239 Жужуй                                         | Сан-Педро-де-Жужуй | www.unju.edu.ar [Архівовано 25 листопада 2020 у Wayback Machine.]   | 31 432    | 1973            |
| Національний університет Ла-Матанси                                       |            | Florecio Varela 1903 Сан-Хусто Буенос-Айрес                | | www.unlam.edu.ar [Архівовано 10 грудня 2020 у Wayback Machine.]     | 46 505    | 1989            |
| Національний університет Ла-Пампи                                         |            | Coronel Gil 353 Санта-Роса Ла-Пампа                        | | www.unlpam.edu.ar [Архівовано 20 грудня 2020 у Wayback Machine.]    | 12 239    | 1973            |
| Національний університет Патагонії                                        |            | університетське містечко Комодоро-Рівадавія Чубут          | Ескель Пуерто-Мадрин Трелев Ушуая | www.unp.edu.ar [Архівовано 27 травня 2020 у Wayback Machine.]       | 20 140    | 1980            |
| Національний університет Південної Патагонії                              |            | Lisandro de la Torre 1070 Ріо-Гальєгос Санта-Крус          | Калета-Олівія Пуерто-Сан-Хуліан Ріо-Турбіо | www.unpa.edu.ar [Архівовано 27 листопада 2020 у Wayback Machine.]   | 11 406    | 1994            |
| Національний університет Ла-Плати                                         |            | Av. 7, буд. 776 Ла-Плата Буенос-Айрес                      | | www.unlp.edu.ar [Архівовано 21 травня 2014 у Wayback Machine.]      | 113 017   | 1897            |
| Національний університет Ла-Ріохи                                         |            | Av. Dr. René Favaloro Ла-Ріоха                             | Аймогаста Чамікаль Чепес Вілья-Уньйон | www.unlar.edu.ar                                                    | 26 721    | 1993            |
| Національний університет Лануса                                           |            | 29 de Septiembre 3901 Ланус Буенос-Айрес                   | | www.unla.edu.ar [Архівовано 15 липня 2007 у Wayback Machine.]       | 15 599    | 1995            |
| Національний університет Ломас-де-Самори                                  |            | провінційна траса № 4, 2-й км Ломас-де-Самора Буенос-Айрес | | www.unlz.edu.ar [Архівовано 7 грудня 2020 у Wayback Machine.]       | 40 871    | 1972            |
| Національний університет Лухана                                           |            | Ruta 5 y Av. Constitución Лухан Буенос-Айрес               | Сан-Мігель Чивілкой Кампана | www.unlu.edu.ar [Архівовано 1 листопада 2020 у Wayback Machine.]    | 24 495    | 1973            |
| Національний університет Мар-дель-Плати                                   |            | Diagonal J.B. Alberdi 2695 Мар-дель-Плата Буенос-Айрес     | | www.mdp.edu.ar [Архівовано 11 грудня 2020 у Wayback Machine.]       | 40 800    | 1975            |
| Національний університет Місьйонес                                        |            | національна траса № 12, 7½ км Посадас Місьйонес            | Ельдорадо Обера Апостолес | www.unam.edu.ar [Архівовано 20 липня 2006 у Wayback Machine.]       | 28 554    | 1973            |
| Національний університет Морено                                           |            | Bartolomé Mitre 1891 Морено Буенос-Айрес                   | | www.unm.edu.ar [Архівовано 12 листопада 2020 у Wayback Machine.]    | 10 613    | 2009            |
| Національний університет Кільмеса                                         |            | Roque Sáenz Peña 352 Кільмес Буенос-Айрес                  | | www.unq.edu.ar [Архівовано 5 грудня 2020 у Wayback Machine.]        | 32 241    | 1989            |
| Національний університет Ріо-Кварто                                       |            | національний траса № 36, 601-й км Ріо-Кварто Кордова       | | www.unrc.edu.ar [Архівовано 18 грудня 2020 у Wayback Machine.]      | 16 434    | 1971            |
| Національний університет Ріо-Негро                                        |            | Colón 450 В'єдма Ріо-Негро                                 | Альєн Барілоче Чоеле-Чоель Ель-Больсон Хенераль-Рока Вілья-Рехіна Сінко-Сальтос Чиполлетті Ріо-Колорадо Сан-Антоніо-Оесте | www.unrn.edu.ar [Архівовано 12 вересня 2018 у Wayback Machine.]     | 13 274    | 2008            |
| Національний університет Росаріо                                          |            | Córdoba 181 Росаріо Санта-Фе                               | Касільда Савалья | www.unr.edu.ar [Архівовано 16 січня 2021 у Wayback Machine.]        | 92 335    | 1968            |
| Національний університет Сальти                                           |            | Buenos Aires 177 Сальта                                    | Сан-Рамон-де-ла-Нуева-Оран Тартагаль Росаріо-де-ла-Фронтера Сан-Хосе-де-Метан | www.unsa.edu.ar [Архівовано 16 листопада 2011 у Wayback Machine.]   | 42 717    | 1972            |
| Національний університет Сан-Хуана                                        |            | Mitre 396 E Сан-Хуан                                       | Сан-Хосе-де-Хачаль | www.unsj.edu.ar [Архівовано 7 грудня 2020 у Wayback Machine.]       | 28 075    | 1973            |
| Національний університет Сан-Луїса                                        |            | Ejército de los Andes 950 Сан-Луїс                         | Вілья-де-Мерло Вілья-Мерседес | www.unsl.edu.ar [Архівовано 2 жовтня 2020 у Wayback Machine.]       | 20 259    | 1973            |
| Національний університет Сантьяго-дель-Естеро                             |            | Belgrano 1912 Сантьяго-дель-Естеро                         | | www.unse.edu.ar [Архівовано 10 січня 2021 у Wayback Machine.]       | 18 066    | 1973            |
| Національний університет Вогняної Землі, Антарктиди і Південної Атлантики |            | Ушуая Вогняна Земля                                        | Ріо-Гранде | www.untdf.edu.ar                                                    | 3935      | 2010            |
| Національний університет Трес-де-Фебреро                                  |            | Mosconi 2736 Саенс-Пенья Буенос-Айрес                      | Буенос-Айрес Касерос Ель-Паломар Вілья-Лінч | www.untref.edu.ar [Архівовано 6 січня 2021 у Wayback Machine.]      | 19 927    | 1995            |
| Національний університет Тукуману                                         |            | Ayacucho 491 Тукуман                                       | Єрба-Буена | www.unt.edu.ar [Архівовано 5 квітня 2007 у Wayback Machine.]        | 82 401    | 1914            |
| Національний університет Вілья-Марії                                      |            | Entre Ríos 1425 Вілья-Марія Кордова                        | Кордова Вілья-дель-Росаріо Сан-Франсіско Вілья-Долорес Деан-Фунес | www.unvm.edu.ar [Архівовано 28 листопада 2020 у Wayback Machine.]   | 8839      | 1995            |
| Національний університет Вілья-Мерседес                                   |            | Вілья-Мерседес Сан-Луїс                                    | | www.unvime.edu.ar                                                   | 3793      | 2009            |
| Національний університет центру провінції Буенос-Айрес                    |            | Gral. Pinto 399 Танділь Буенос-Айрес                       | Асуль Олаваррія Кекен | www.unicen.edu.ar [Архівовано 25 червня 2012 у Wayback Machine.]    | 18 957    | 1974            |
| Національний університет південного Чако                                  |            | Cte. Fernández 755 Саенс-Пенья Чако                        | | www.uncaus.edu.ar [Архівовано 21 листопада 2020 у Wayback Machine.] | 19 598    | 2007            |
| Національний університет Комауе                                           |            | Buenos Aires 1400 Неукен                                   | Альєн Барілоче Чоеле-Чоель Сінко-Сальтос Чиполлетті Хенераль-Рока Пуерто-Мадрин Сан-Антоніо-Оесте Сан-Мартін-де-лос-Андес Трелев В'єдма Вілья-Рехіна Сапала | www.uncoma.edu.ar [Архівовано 12 січня 2021 у Wayback Machine.]     | 34 997    | 1971            |
| Національний університет Літоралі                                         |            | Pellegrini 2750 Санта-Фе                                   | Рафаела Есперанса Реконкіста Гальвес | www.unl.edu.ar [Архівовано 15 грудня 2020 у Wayback Machine.]       | 52 801    | 1919            |
| Національний університет північного сходу                                 |            | 25 de Mayo 868 Коррієнтес                                  | Ресістенсія Роке-Саенс-Пенья< Курусу-Кватья Пасо-де-лос-Лібрес | www.unne.edu.ar [Архівовано 13 серпня 2013 у Wayback Machine.]      | 66 606    | 1956            |
| Національний університет північного заходу провінції Буенос-Айрес         |            | Roque Sáenz Peña 456 Хунін Буенос-Айрес                    | Пергаміно Рохас Буенос-Айрес | www.unnoba.edu.ar [Архівовано 20 серпня 2011 у Wayback Machine.]    | 8837      | 2002            |
| Національний університет Заходу                                           |            | Jujuy 55 Мерло Буенос-Айрес                                | | www.uno.edu.ar [Архівовано 13 липня 2011 у Wayback Machine.]        | 11 663    | 2009            |
| Національний університет Півдня                                           |            | Alem 1253 Баїя-Бланка Буенос-Айрес                         | | www.uns.edu.ar [Архівовано 14 грудня 2004 у Wayback Machine.]       | 25 955    | 1956            |
| Національний технологічний університет                                    |            | Sarmiento 440 Буенос-Айрес                                 | Авельянеда Баїя-Бланка Кампана Консепсьйон-дель-Уругвай Консепсьйон Конкордія Кордова Хенераль-Пачеко Аедо Ла-Плата Ла-Ріоха Мендоса Неукен Парана Пласа-Вінкуль Пуерто-Мадрин Рафаела Реконкіста Ресістенсія Ріо-Гальєгос Ріо-Гранде Росаріо Сан-Франсіско Тукуман Сан-Ніколас Сан-Рафаель Санта-Фе Тренке-Лаукен Венадо-Туерто Вілья-Марія | www.utn.edu.ar [Архівовано 6 червня 2005 у Wayback Machine.]        | 98 177    | 1953            |
| Національний університет оборони                                          |            | Maipú 262 Буенос-Айрес                                     | Кордова | www.undef.edu.ar                                                    | 7524      | 2014            |
| Національний університет Урлінгама                                        |            | Teniente Manuel Origone 151 Вілья-Тесей Буенос-Айрес       | | www.unahur.edu.ar                                                   | 37 433    | 2014            |
| Національний університет мистецтв                                         |            | Azcuénaga 1129 Буенос-Айрес                                | | www.una.edu.ar                                                      | 21 283    | 2014            |
| Національний університет Коменчінгонес                                    |            | Poeta Agüero 380 Вілья-де-Мерло Сан-Луїс                   | | www.unlc.edu.ar                                                     |           | 2014            |
| Національний університет Рафаели                                          |            | Bv. Roca 989 Рафаела Санта-Фе                              | | www.unraf.edu.ar                                                    | 2704      | 2014            |
| Національний університет імені Гільєрмо Брауна                            |            | Av. Tomás Espora 4320 Бурсако Буенос-Айрес                 | | www.unab.edu.ar                                                     | 4251      | 2015            |
| Національний університет Сан-Антоніо-де-Ареко                             |            | Av. Güiraldes 689 Сан-Антоніо-де-Ареко Буенос-Айрес        | Барадеро | www.unsada.edu.ar                                                   | 2320      | 2015            |
| Національний університет Верхнього Уругваю                                |            | Av. Tejeda 1042 Сан-Вісенте Місьйонес                      | | www.unau.edu.ar                                                     | 2212      | 2015            |
| Національний університет імені Рауля Скалабріні Ортіса                    |            | Panamericana 1925 Сан-Ісідро Буенос-Айрес                  | | www.unso.edu.ar                                                     | 4035      | 2015            |
| Національний педагогічний університет                                     |            | Piedras 1080 Буенос-Айрес                                  | | www.unipe.edu.ar                                                    | 4857      | 2015            |
| Національний університет Дельти                                           |            | Av. Avellaneda 2270 Тигре Буенос-Айрес                     | | www.undelta.edu.ar                                                  | 1500      | 2023            |